# Hans Tenhaeff

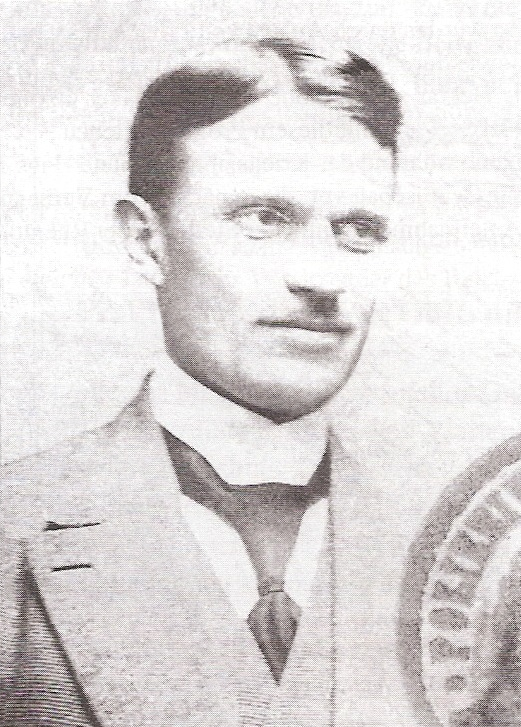
Hans Tenhaeff, 1912

Hans Tenhaeff (* 25. April 1879 in Tönisberg; † 13. Januar 1955 in Straelen) war ein deutscher Kaufmann im Agrarbereich. Auf sein Betreiben wurde die Erzeugerversteigerung Straelen gegründet, die die erste ihrer Art in Deutschland war und aus der die heutige Gartenbaugenossenschaft Landgard hervorging.

## Leben
Hans Tenhaeff wurde als jüngstes Kind des Uhrmachermeisters und Organisten Theodor Tenhaeff und seiner Frau Katharina Gertrud Tenhaeff geboren. Nach dem Besuch der örtlichen Volksschule und einer Bürolehre in Moers absolvierte er seinen Militärdienst. Anschließend arbeitete er bei einer Reederei in Ruhrort, woraufhin er sich mit einem Holzhandel selbständig machte. Diesen siedelte er 1909 nach Straelen um, dem Geburtsort seiner Frau, wo der Betrieb in den nächsten Jahren um ein Sägewerk und eine Kistenmacherei erweitert wurde. 
In Straelen begann er 1910 mit der Gründung eines Obst- und Gartenbauverein sein langjähriges Engagement in der Gemeinde Straelen und in Fachverbänden. Nach seiner Wahl in den Gemeinderat 1913 organisierte er zunächst die lokalen Obst- und Gartenbauvereine auf Kreisebene, um nach holländischem Vorbild Gemüse über eine gemeinsame Versteigerung bis ins Ruhrgebiet zu liefern. Bereits im Juni 1914 kam es zu einer ersten deutschen Erzeugerversteigerung für einen besseren Absatz der kleinen Produzenten. Er führte über die Vereine im Gemüsebau moderne, intensive Anbaumethoden auf den durch die Realteilung kleinen Höfen etwa mit Glashäusern ein und initiierte die Gründung der Lehranstalt für den Gemüsebau in Straelen, dem heute flächenmäßig größten Gartenbaustandort. Der Erfolg führte zu einer Expansion von Landwirtschaft und Gartenbau am Niederrhein verbunden mit einer Ausbreitung des genossenschaftlichen Obst- und Gemüsevertriebs, woraufhin er 1922 Vorsitzender des Provinzialverbands der Erwerbs-, Obst- und Gemüsezüchter für die Rheinprovinz wurde.

## Auszeichnungen
Landwirtschaftsminister Heinrich Lübke überreichte Tenhaeff am 17. September 1952 das Verdienstkreuz als Steckkreuz der Bundesrepublik Deutschland. Am 25. April 1954 verlieh die Stadt Straelen Tenhaeff die Ehrenbürgerschaft.
Zum Andenken und als Würdigung der besonderen Leistungen Tenhaeffs stiftete der Provinzialverband der deutschen Obst- und Gemüsebauer 1983 die Hans-Tenhaeff-Medaille. In Straelen wurde die Straße zur damaligen Versteigerungshalle sowie zum Gartenbauzentrum und Berufskolleg in Hans-Tenhaeff-Straße benannt.